# 栄えに満ちた喜び
『栄えに満ちた喜び-聖霊のバプテスマとは何か-』（さかえにみちたよろこび-せいれいのバプテスマとはなにか、Joy Unspeakable）は、マーティン・ロイドジョンズの著書。ウェストミンスター・チャペルでなされたヨハネの福音書の講解説教による。

## 聖句
英語の原題はJoy Unspeakable（言葉に言い尽くせない喜び） であり、翻訳の題は『新改訳聖書』から「栄えに満ちた喜び」となっている。

## 福音派と聖霊派
尾山令仁牧師はこの本が福音派と聖霊派の誤解を解き、聖書信仰の一致と協力のために用いられる重要な本とみなしている。福音派と聖霊派は新生したクリスチャンであり、正統な教理を持っていることで、共通点のほうが多いのに、聖霊論について互いに誤解があると説明している。 
また2010年5月に開催された世界宣教東京大会の初日で大川従道牧師が、教派を超えてクリスチャンが一致するための本としてすすめた。
同じ福音派陣営であるロイドジョンズを尊敬する福音派の人々も、大半はこの聖霊のバプテスマの教えを採用していないが、この本を基に聖霊のバプテスマの立証と研究を進め、著書を出す福音派の信徒も見られてきている。

## 「神のご計画全体」
コーナーストーン・エヴァンジェリカル・チャーチのピーター・ルイスは序文で、改革派運動の指導者であったロイドジョンズが「神のご計画全体」（使徒20:27）である教理の最重要性を示し、それにより改革派系、ピューリタン系の出版社からジョージ・ホウィットフィールド、チャールズ・スポルジョンが出版されるようになり、それらの福音派への周知に貢献したという。

## 聖霊のバプテスマと新生の違い
イエス・キリストによって注がれる「聖霊のバプテスマ」（Baptizm with the Holy Spirit）と、聖霊によって新生した時の「御霊によるバプテスマ」（Baptizm by the holy Spirit）を、訳し分けている。ロイドジョンズは聖霊による新生と、聖霊の注ぎである聖霊のバプテスマは別であると釈義する。新生は一度限りだが、聖霊の注ぎはそうではない。聖霊の働きであることについては同じだが、新生、聖化、聖霊のバプテスマの3つはそれぞれ区別される。

## 教会とリバイバル
ロイドジョンズは聖霊のバプテスマに勝る体験は、天国における神の栄光のほかにはないとまで述べる。リバイバル（信仰復興）とは集団が聖霊のバプテスマを受けることであり、ペンテコステの繰り返しであるところのリバイバルこそが、神が教会を存続させた方法であって、クリスチャンはリバイバルを求めて祈らなければならないと教えている。これまでの教会の歴史において、教会が堕落した時に、神は聖霊を注がれ、教会を再生させるという「残りの者の教理」がある。それは、宗教改革、ジョナサン・エドワーズらの大覚醒、ジョージ・ホウィットフィールド、ジョン・ウェスレーらのリバイバル、またウェールズのリバイバルで起こったことであるという。